# María Luisa Ledesma
María Luisa Ledesma Rubio (Zaragoza, 1927–Zaragoza, 1996) fue una historiadora española que destacó por sus estudios e investigaciones en historia medieval, siendo su especialidad las comunidades mudéjares aragonesas y órdenes militares. Es autora referente para quienes se quieren iniciar en conocer la historia medieval en Aragón.

## Trayectoria
Fue doctora en Filosofía y Letras por la Universidad de Zaragoza, con premio extraordinario. Profesora Titular de Historia Medieval en la Facultad de Filosofía y Letras de dicha Universidad y profesora Emérita de la misma. Fue seguidora de la corriente del historiador Jose Mª Lacarra, y compañera de ilustres investigadores y  formó y orientó a varias generaciones de estudiantes en la Universidad de Zaragoza en la especialidad de Historia Medieval.
Cabe destacar su participación en el Centro de Estudios Medievales de Aragón y en las revistas de investigación histórica "Estudios de Edad Media de la Corona de Aragón". Desde 1975 perteneció al Comité Científico de los Symposios Internacionales de Mudejarismo dando impulso así a los estudios del Mudéjar.

## Reconocimientos
Antes de su muerte, fue homenajeada con la publicación de un volumen, con trabajos de diversos compañeros medievalistas y de algunos de sus alumnos a lo largo de sus años como docente e investigadora en el Departamento de Historia Medieval de la Universidad de Zaragoza.
El Ayuntamiento de Zaragoza homenajeó a Ledesma en La Ruta de Las Imborrables del Cementerio de Torrero.

## Publicaciones
Sus publicaciones están recogidas exhaustivamente en Dialnet y contenido en libre acceso disponible en Google Académico
- 1996 – Estudios sobre los mudéjares en Aragón. Instituto de Estudios Turolenses. ISBN 84-86982-55-3.[7]
- 1994 – Las órdenes militares en Aragón. Caja de Ahorros de la Inmaculada de Aragón (CAI). ISBN 84-88305-16-8.[8]
- 1991 – Cartas de población del reino de Aragón en los siglos medievales. Institución Fernando el Católico. ISBN 84-7820-085-1.[9]
- 1977 – Zaragoza en la Baja Edad Media. María Luisa Ledesma Rubio, María Isabel Falcón Pérez. Librería General. ISBN 84-7078-032-8.[10]